# Tihomir Arsić
Tihomir Arsić (Belgrado, 21 de julio de 1957 - Ibidem, 7 de diciembre de 2020) fue un actor y productor de cine, televisión y teatro serbio.

## Biografía
Durante su carrera, interpretó numerosos papeles en teatro y cine. Desde 1984 es miembro del Teatro Nacional donde interpretó obras de Guerra y Paz, Romeo y Julieta, Bufanda Roja, Kostana y otras. Es el ganador de dos grandes premios: el premio "Golden Knight" y el premio " Rasa Plaovic". Después de eso, se retiró del teatro y apareció en películas ocasionalmente.
Apareció por primera vez en la pantalla grande en 1975 en la película Sons. Ganó gran popularidad en los años 80, cuando anualmente se estrenan tres películas en las que interpretó uno de los papeles principales. En el período comprendido entre 1981 y la película Promising Boy hasta 1989 y Color in Kosovo, Arsić actuó en 22 películas, una serie y una película para televisión.
En la década de 1990, Arsić se retiró del mundo de la actuación por primera vez. Hizo varias películas: Thessalonians Speak, The Girl with the Lamp, Hit the Stronger Maniacs, Pokondirena tikva y la serie Theatre in the Serbs. También probó suerte como productor en la película Conditional Freedom de 2006. Volvió a ser productor, esta vez en la serie Sixth Sense. Sin embargo, debido a un malentendido, la serie se cerró después de seis episodios. Posteriormente, interpretó al jefe en la película Ma nije nije tak de 2010, así como al obispo Nikolaj Velimirović en Stojte galije carske Participó en 2010 en la primera temporada del reality show Couples.
La audiencia televisiva tuvo la oportunidad de verlo en el papel del Barón en la segunda temporada de la popular serie My Father's Killers. Durante 2018 actuó en la serie "Code Despot" y en las películas Sleeper for Soldiers y King Peter the First in Glory of Serbia.
Arsic fue miembro del Partido Democrático de Serbia hasta 2008, y ese mismo año se unió al recién fundado Partido Progresista Serbio. Fue asesor cultural del primer ministro Aleksandar Vučić. Fue miembro de la presidencia del partido, y desde 2018 Secretario de Estado del Ministerio de Cultura.
Falleció el 7 de diciembre de 2020 como resultado del cáncer de páncreas que padecía.

## Filmografía
- 1975, "Sons" como Un niño con un sombrero.
- 1981, "Un chico que promete" como inspector.
- 1981, "Cazando en lo turbio" como Válido.
- 1981 "Muerte del coronel Kuzmanović" como Miša Alimpić, amigo Šašin.
- 1981-1982, "Historias en toda la línea"  como Budimir "Bob".
- 1983, "Gran transporte" como Jocika.
- 1984, "Todo lo mejor sobre el difunto" como Tica Lukic.
- 1984, "Paisajes en la niebla" como Iván.
- 1987, "Lager Nis" como Stevan.
- 1988, "Al halcón no le agradaba" como gitano.
- 1988, "Vuk Karadzic" como Branko Radičević.
- 1988, "Muerte de la temporada" como David.
- 1988, "Balkan Express 2" como Buda.
- 1989, "Batalla en Kosovo" como Lazar.
- 1990, "Los tesalonicenses hablan".
- 1990, "Los difuntos" como Ljubomir Protić.
- 1992, "La chica de la lámpara" como Teniente Gabriel.
- 1995, "Golpea más fuerte a los maníacos".
- 1997, "Calabaza confitada" como Svetozar Ružičić.
- 2004, "Tras las huellas de Karadjordj" como Mladen Milovanović.
- 2006, "Libertad condicional" como Todor.
- 2006, "Optimisti" como Pipović.
- 2008, "Milos Brankovic" como Cagi.
- 2010, "Sexto sentido" como Inspector Arsenija Pašić.
- 2010, "El no es asi" como jefe.
- 2014, "Stand galeras imperiales" como Obispo Nikolaj Velimirović.
- 2017, "Matarán a mi padre" como Barón.
- 2018, "Código déspota" como Roksandić.
- 2018, "Durmiente para soldados"	como El padre de Radojko.
- 2018, "Sala de emergencias" como Padre de Arsic.
- 2019, "Rey Pedro el Primero" como Prota Milán Đurić.

## Teatro
- Guerra y paz - Príncipe Anatoly Kuragin
- Romeo y Julieta - Romeo
- Pañuelo rojo - Marko
- Kostana - Stojan
- Asesinato en la taberna Dardanelos - Costa
- Migración de Srbalj - Belush
- Ruta de desarrollo de Bora Šnajder - Vitomir Kambasković, Špira Klonfer
- Idiota - Rogozin Parten Semyonovich
- Troyanos - Menelao
- Cebo - Narrador
- Sueño de una noche de verano - Teseo